# 地方支分部局
地方支分部局（ちほうしぶんぶきょく）は、日本において、内閣府設置法第43条および第57条、国家行政組織法第9条に規定されている、国の行政機関（中央省庁など）の所掌事務を分掌する地方出先機関の総称である。
なお、当項目では地方支分部局の下部組織である支局や事務所などについても記述する。

## 概要
地方支分部局は、内閣府・各省・宮内庁・外局たる委員会・外局たる庁の地方組織として設置され、管轄区域により「管区機関」（数府県の地域を管轄区域とする相当の規模を有する地方支分部局）、「府県単位機関」（1府県の地域を管轄区域とする相当規模を
する機関）、「地方出先機関」（1府県の一部の地域を管轄区域とする相当規模を有する機関）に分けられる。地方支分部局の設置、総称および所掌事務は、法律で個別機関の名称、位置および管轄区域は、政令・省令で規定されている。なお、外務省と文部科学省には地方支分部局は設置されていない（業務の性質や教育委員会などとの兼ね合いから）。
法令上、地方支分部局はその府・省・委員会・庁に直接置かれるものであり、特定の内部部局の出先機関ではない（例: 内閣府沖縄総合事務局は内閣府全体の地方支分部局であって、内閣府沖縄振興局の地方支分部局ではない）。
組織および職員は都道府県でなく国に属しており、職員の身分は国家公務員である。地方支分部局の長の大半および主要な幹部ポストには、国家公務員I種（1985年度以前は国家公務員上級甲種）合格者であるいわゆる「キャリア組」が就任する。

### 名称
都道府県の組織との混同を防ぐため、地域名を冠するときは「都・府・県」をはずしている（例: 東京国税局は国の組織、東京都交通局は都の組織）。ただし、北海道の場合は「道」をはずさないため、北海道財務局、北海道農政事務所のような名称の組織が国と道のいずれに属するかは、法令やウェブサイトなどで確認する必要がある。
庁舎の銘板、広報ポスター、封筒上の表示、電話帳など外部への表示を意識した場面では、わかりやすく省名を冠して「法務省東京法務局」のように表記することがある（この場合、省名は小さめの字で、地方支分部局名は大きな字にすることが多い）。しかし、人事辞令、法令に基づく各種許可書など正式な場面では単に「東京法務局」のように表記するのが慣例である（これは地方支分部局だけでなく審議会等、施設等機関、特別の機関、外局、つまり内部部局以外の組織全般の慣例である）。ただし、宮内庁京都事務所のように、省庁名を外してしまうとどの官庁の事務所かが分からなくなってしまうような場合は（内部の辞令などを除いて）、正式な場面でも原則として省庁名は冠する。

### 例外
中央省庁レベルの行政組織のうち、公正取引委員会や中央労働委員会は、いずれも外局であるため法令上は「地方支分部局」の総称を用いて地方組織を置くことは可能であり、実際各地に業務を分担する組織が設置されているが、それらに「地方支分部局」の総称は用いられない。これは、公取と中労委についてはそれらの地方組織が委員会直下でなく事務（総）局下に置かれているため「地方機関」と称せざるを得ないこと、などの理由があるためである。また、人事院は府省庁と異なり国家公務員法に基づく別枠の組織であるため、警察庁、検察庁、海難審判所は特別の機関であるため、いずれも法令上「地方支分部局」の総称を用いた地方組織を置くことがそもそも認められていない。このため、人事院地方事務局などについては「地方事務局等」、管区警察局などについては「地方機関」の総称が用いられる。高等検察庁、地方検察庁、地方海難審判所は、準司法的な性格のため「地方支分部局」や「地方機関」のような総称は用いられない。一方、2001年（平成13年）1月の中央省庁再編後の宮内庁は外局ではないが、同庁の京都事務所は地方支分部局として位置付けられている。
国土交通省に置かれている小笠原総合事務所は、「特別の機関」である「現地の総合行政機関」として位置付けられており、地方支分部局ではない。国土交通省の特別の機関である国土地理院については、所要の地に、所掌事務の一部を分掌させる支所を置くことができる旨、規定されている。

## 地方支分部局の一覧
- 原則として法令に規定された総称を表記するが、該当する官署が一つの場合（沖縄総合事務局など）は単一の名称を用いる。
- 個別名称で「北海道、東北、関東、中部（北陸、信越、東海）、近畿、中国、四国、九州」のような管区名が冠される場合は「（管）」を、「北海道、東京、神奈川」のような都道府県名が冠される場合は「（県）」を、「東京、名古屋」のような市区町村名が冠される場合は「（市）」を付する（北海道については（管）・（県）の両方に、都府県名と同庁所在地名が同じ都府県については（県）・（市）の両方にそれぞれ適用がある）。この場合、北海道を除き「圏・都・府・県・市・町」のような単位の文字を含める例はなく地名のみが冠される。また、併せて「東・西・南・北」、「空港」などの細区分も用いられることがある。漁業調整事務所のように通例の区分に該当しないものは、実際の名称などを付記する。
- 総称に「地方」の文字が含まれる官署については、個別名称で「地方」が削られるもの（関東信越厚生局など）には末尾に「※」を付する。なお、都道府県労働局については、個別名称では「都府県」の文字は冠されない（北海道労働局を除く）。
- 上述の細目は、この表を編集した最終時点での組織についてのものであり、過去の同名の組織に別の適用があったことを排するものではない（例: 地方運輸局は現行では（管）となっているが過去には（県）レベルのものが存在した）。

| 府省庁                                              | 府省庁           | 地方支分部局（地方支分部局の支局・事務所等を含む）                                                                           |  |
| --------------------------------------------------- | ---------------- | --- |  |
|                                                     |                  | |  |
| 内閣府                                              | 内閣府           | 沖縄総合事務局 |  |
|                                                     | 宮内庁           | 京都事務所 |  |
|                                                     |                  | |  |
| 総務省                                              | 総務省           | 管区行政評価局（管） / 四国行政評価支局 / 行政評価事務所（県）                                                               |  |
| 総務省                                              | 総務省           | 沖縄行政評価事務所 |  |
| 総務省                                              | 総務省           | 総合通信局（管） |  |
| 総務省                                              | 総務省           | 沖縄総合通信事務所 |  |
|                                                     |                  | |  |
| 法務省                                              | 法務省           | 矯正管区（管） |  |
| 法務省                                              | 法務省           | 法務局（市） / 支局（市） / 出張所                                                                                           |  |
| 法務省                                              | 法務省           | 地方法務局（市） / 支局（市） / 出張所                                                                                       |  |
| 法務省                                              | 法務省           | 地方更生保護委員会（管） |  |
| 法務省                                              | 法務省           | 保護観察所（市） / 支所（市）                                                                                                |  |
|                                                     | 出入国在留管理庁 | 地方出入国在留管理局（市）※ / 支局（市）/ 出張所                                                                             |  |
|                                                     | 公安調査庁       | 公安調査局（管） / 公安調査事務所（市）                                                                                      |  |
|                                                     |                  | |  |
| 財務省                                              | 財務省           | 財務局（管） / 財務事務所（市）                                                                                              |  |
| 財務省                                              | 財務省           | 税関（市） / 税関支署（市）/ 監視署、出張所                                                                                  |  |
| 財務省                                              | 財務省           | 沖縄地区税関 / 税関支署（市）/ 監視署、出張所                                                                                |  |
|                                                     | 国税庁           | 国税局（市、関東信越のみ管） / 税務署（市）                                                                                  |  |
| 沖縄国税事務所 / 税務署（市）                       | 国税庁           | |  |
|                                                     |                  | |  |
|                                                     |                  | |  |
| 厚生労働省                                          | 厚生労働省       | 地方厚生局（管）※ / 四国厚生支局                                                                                             |  |
| 厚生労働省                                          | 厚生労働省       | 都道府県労働局（県） / 労働基準監督署（市） / 公共職業安定所（市）                                                           |  |
|                                                     |                  | |  |
| 農林水産省                                          | 農林水産省       | 地方農政局（管）※ / 各県拠点（県）                                                                                           |  |
| 農林水産省                                          | 農林水産省       | 北海道農政事務所 |  |
|                                                     | 林野庁           | 森林管理局（管） / 森林管理署（市）                                                                                          |  |
|                                                     | 水産庁           | 漁業調整事務所（北海道、仙台、新潟、境港、瀬戸内海、九州）                                                                   |  |
|                                                     |                  | |  |
| 経済産業省                                          | 経済産業省       | 経済産業局（管） / 電力・ガス事業北陸支局                                                                                    |  |
| 経済産業省                                          | 経済産業省       | 産業保安監督部（管） |  |
| 経済産業省                                          | 経済産業省       | 那覇産業保安監督事務所 |  |
|                                                     |                  | |  |
| 国土交通省                                          | 国土交通省       | 地方整備局（管） / 国道事務所、河川事務所等                                                                                  |  |
| 国土交通省                                          | 国土交通省       | 北海道開発局 / 開発建設部（市）                                                                                              |  |
| 国土交通省                                          | 国土交通省       | 地方運輸局（管）※・神戸運輸監理部 / 運輸支局（県、北海道内のみ市）                                                           |  |
| 国土交通省                                          | 国土交通省       | 地方航空局（東京、大阪）※ |  |
| 国土交通省                                          | 国土交通省       | 航空交通管制部（市） |  |
|                                                     | 気象庁           | 管区気象台（市） / 地方気象台（市）                                                                                          |  |
| 沖縄気象台 / 地方気象台（宮古島、石垣島、南大東島） | 気象庁           | |  |
|                                                     | 海上保安庁       | 管区海上保安本部（第一から第十一までの漢数字）/ 海上保安部、海上保安署等                                                     |  |
|                                                     |                  | |  |
| 環境省                                              | 環境省           | 地方環境事務所（管） |  |
|                                                     |                  | |  |
| 防衛省                                              | 防衛省           | 地方防衛局（管、沖縄）※ / 地方防衛支局（管、市）※ / 地方防衛事務所（市、ただし市名ではなく基地･駐屯地名を冠するものもあり）※ |  |

## 地方支分部局に準ずる機関の一覧
- 原則として法令に規定された総称を表記するが、該当する官署が一つ又は二つの場合（人事院沖縄事務所など）は個別名称を用いる。
- 個別名称で管区名が冠される場合は「（管）」を、都道府県名が冠される場合は「（県）」を、市名が冠される場合は「（市）」を付する。
- 下表の人事院及び公取・中労の両委員会の地方事務所等は法令上の扱いとしてはいずれも院・委員会直下でなく事務（総）局に置かれるが、正式呼称において「事務（総）局」の文字が省かれるもの（人事院北海道事務局など）には末尾に「※」を付する。
- 総称に「地方」の文字が含まれる官署については、個別名称で「地方」が削られるもの（公正取引委員会事務総局北海道事務所など）には末尾に「※」を付する。

| 上級庁                 | 名称                                   | 区分呼称     |
| ---------------------- | -------------------------------------- | ------------ |
| 人事院事務総局※        | 地方事務局（管）※                      | 地方事務局等 |
| 人事院事務総局※        | 沖縄事務所                             | 地方事務局等 |
| 公正取引委員会事務総局 | 地方事務所（管）※                      | 地方機関     |
| 警察庁                 | 管区警察局（管） / 管区警察学校（管）  | 地方機関     |
| 警察庁                 | 東京都警察情報通信部                   | 地方機関     |
| 警察庁                 | 北海道警察情報通信部                   | 地方機関     |
| 復興庁                 | 復興局（県）                           | 地方機関     |
| 中央労働委員会事務局   | 地方事務所(現在は西日本地方事務所のみ) | 地方機関     |

## かつて存在した地方支分部局
- 厚生省
  - 駐在防疫官事務所 - 1949年6月1日-1952年7月31日、廃止
  - 医務出張所 - 1949年6月1日-1963年3月31日、地方医務局に改組
  - 地方医務局 - 1963年4月1日-2001年1月5日、地方厚生局に改組
  - 地区麻薬取締官事務所 - 1951年4月1日-2001年1月5日、地方厚生局に改組

- 社会保険庁
  - 地方社会保険事務局 - 2000年4月1日-2009年12月31日、特殊法人化

- 農林省
  - 農地事務局 - 1949年6月1日-1963年4月30日、地方農政局に改組
  - 資材調整事務所 - 1949年6月1日-1950年4月28日、廃止
  - 作物報告事務所 - 1949年6月1日-1950年4月28日、統計調査事務所に改組
  - 統計調査事務所 - 1950年4月28日-1970年6月9日、地方農政局の下部組織となる

- 食糧庁
  - 食糧事務所 - 1949年6月1日-2003年6月30日、地方農政局の下部組織である地方農政事務所に改組

- 林野庁
  - 営林局 - 1949年6月1日-1999年2月28日、森林管理局に改組
  - 営林署 - 1949年6月1日-1999年2月28日、森林管理署に改組
  - 木炭事務所 - 1949年6月1日-1950年12月31日、廃止

- 通商産業省
  - 通商産業局 - 1949年6月1日-2001年1月5日、経済産業局に改組

- 資源庁
  - 石炭局 - 1949年6月1日-1950年7月31日、廃止

- 運輸省
  - 海運局 - 1949年6月1日-1984年6月30日、陸運局と統合して地方運輸局となる
  - 公共船員職業安定所 - 1949年6月1日-1952年7月31日、海運局の下部組織となる
  - 港湾建設部 - 1949年6月1日-1952年7月31日、港湾建設局に改組
  - 港湾建設局 - 1952年8月1日-2001年1月5日、地方建設局と統合して地方整備局となる
  - 陸運局 - 1949年6月1日-1984年6月30日、海運局と統合して地方運輸局となる
  - 道路運送監理事務所 - 1949年6月1日-1949年7月31日、廃止

- 郵政省→郵政事業庁
  - 地方郵政監察局 - 1952年8月1日-2003年3月31日、公社化
  - 地方郵政局 - 1952年8月1日-2003年3月31日、公社化
  - 地方電波監理局 - 1952年8月1日-1985年3月31日、地方電気通信監理局に改組
  - 地方電気通信監理局 - 1985年4月1日-2001年1月5日、総合通信局に改組
  - 地方貯金局 - 1952年8月1日-1984年6月30日、地方郵政局の下部組織である貯金事務センターに改組
  - 地方簡易保険局 - 1952年8月1日-1984年6月30日、地方郵政局の下部組織である簡易保険事務センターに改組
  - 郵便局 - 1952年8月1日-2003年3月31日、公社化

- 電波庁
  - 地方電波管理局 - 1949年6月1日-1950年5月31日、地方電波監理局に改組

- 労働省
  - 都道府県労働基準局 - 1949年6月1日-2000年3月31日、都道府県労働局に改組

- 建設省
  - 地方建設局 - 1949年6月1日-2001年1月5日、港湾建設局と統合して地方整備局となる
  - 筑波研究学園都市営繕建設本部 - 1973年9月25日-1981年3月31日、廃止
- 防衛施設庁
  - 防衛施設局 - 2007年、防衛施設庁の廃止に伴い、防衛省の地方支分部局である地方防衛局に改組